# 罗得市镇
罗得（希臘語：Ρόδος）是希腊南愛琴大區罗得专区的市镇，行政中心为罗得城。市镇面积为1,407.94平方公里，2021年人口数量为125,113人。
此市镇包括整个罗得岛及周边诸多小岛，这些岛屿是佐澤卡尼索斯群島中的一部分。
现今范围的市镇设立于2011年地方政府改革中，由原10个市镇合并而成，原市镇则成为此市镇的10个市区。